# Val d'Orcia
Le val d'Orcia est une vaste vallée traversée par la rivière Orcia qui lui donne son nom. Située dans la province de Sienne, en Toscane, au nord-est du mont Amiata et voisine de l'Ombrie, son paysage emblématique de la Toscane, marqué d'argile et du tuf (collines argilo-sableuses du Pliocène), est visible partout sur les cartes postales et les photographies, de même que ses villages typiques comme Pienza et Montalcino. Son arbre emblématique est le cyprès. 

## Géographie et histoire
Le val d'Orcia est classé depuis le 2 juillet 2004 comme un  important parc naturel, artistique et culturel, faisant partie de la liste du patrimoine de l'Humanité établie par l'UNESCO, pour l'état de conservation  de ses paysages, qui a eu une influence considérable sur beaucoup d'artistes de la Renaissance artistique italienne.

Il est qualifié de : 
« Exceptionnel exemple de paysage naturel redessiné dans la période Renaissance pour respecter les idéaux de bon gouvernement et pour créer une image typique de gravure ; le paysage du val d'Orcia a été célébré par les peintres de l'École siennoise, née pendant la Renaissance... Les images du val d'Orcia et particulièrement les reproductions de ses paysages, dans lesquels on représente les gens qui vivent en harmonie avec la nature, sont devenues les icônes de la renaissance et ont profondément influencé le mode de penser le paysage dans les années qui ont suivi. »
Le val d'Orcia est constitué des communes de Castiglione d'Orcia, Montalcino, Pienza, Radicofani et San Quirico d'Orcia. Les autres bourgs importants sont Contignano, Monticchiello, Bagno Vignoni, Rocca d'Orcia, Campiglia d'Orcia, Bagni San Filippo et Vivo d'Orcia. Les frazioni de Montenero d'Orcia, Montegiovi, Sarteano, Castiglioncello del Trinoro et Castel del Piano sont également situées en val d'Orcia mais ne font pas partie du parc naturel. 
Nombreux sont les gîtes, les fermes et les forteresses avec leurs tours imprenables qui parsèment ce paysage serein. Les villes de Montepulciano et Chianciano se trouvent aux confins de la vallée. 

## Tourisme
Le val d'Orcia attire de très nombreux touristes grâce à la particularité de ses paysages et de son histoire : parsemé de petits bourgs typiques comme San Quirico d'Orcia et Castiglione d'Orcia, il séduit également les amateurs de gastronomie et de bons vins, qui y viennent pour son pecorino di Pienza, ses saucissons et son Brunello di Montalcino. Toute la production viticole de la zone d'Orcia jouit désormais du label A.O.C. 
Le val d'Orcia constitue par ailleurs un point de transit important pour les pèlerinages, dont les itinéraires suivent aujourd'hui encore la célèbre Via Francigena. On signalera également les sources chaudes qui jaillissent à Bagno Vignoni et attirent les adeptes du thermalisme de loisir. 
Depuis quelques années enfin, le territoire a été particulièrement mis en valeur grâce au développement du tourisme lié aux chemins de fer : grâce à la remise en service de lignes anciennes, comme celle reliant Asciano à Monte Antico, et l'utilisation de trains historiques à vapeur, la vallée est encore plus aisée à parcourir à travers une approche différente, celle du train comme moyen de transport permettant la sauvegarde d'un patrimoine technique et architectural autrement destiné à se détériorer pour finalement tomber dans l'oubli.

## Cinéma
La beauté exceptionnelle des paysages, des villes et des villages, souvent restés intacts depuis la Renaissance, font de cette région l'un des lieux les plus suggestifs du monde et constituent un terrain parfait pour les tournages de cinéma. Ridley Scott a tourné à Terrapille, près de Pienza, cette scène de Gladiator dans laquelle le héros pénètre dans les Champs-Élysées en descendant une colline à travers les épis de blé pour rejoindre sa famille qui l'attend un peu plus bas. Franco Zeffirelli a choisi Bagno Vignoni, Pienza et Montalcino pour certains passages de son film Fratello sole, sorella luna, sur Saint François d'Assise. D'autres films encore ont été intégralement tournés en Val d'Orcia ou dans les alentours, tels Beauté volée de Bernardo Bertolucci et Le patient anglais, d'Anthony Minghella. 

## Galerie

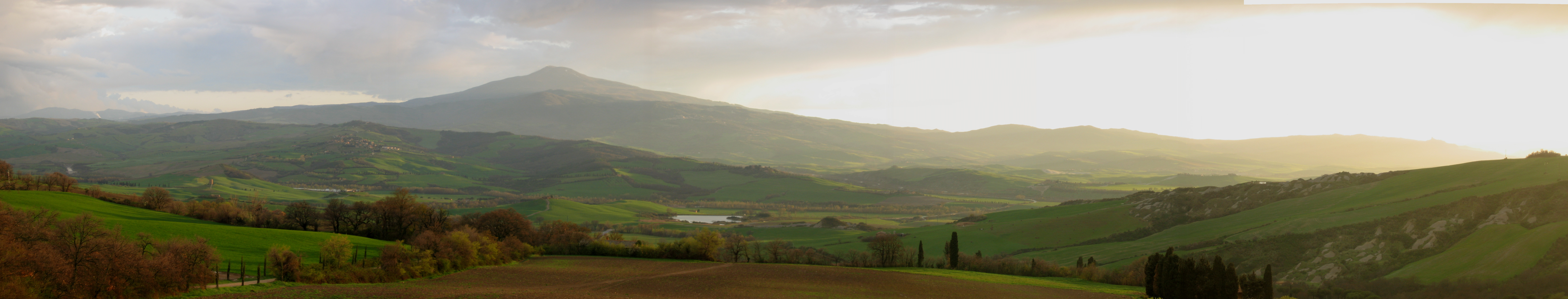
Le val d'Orcia et le mont Amiata

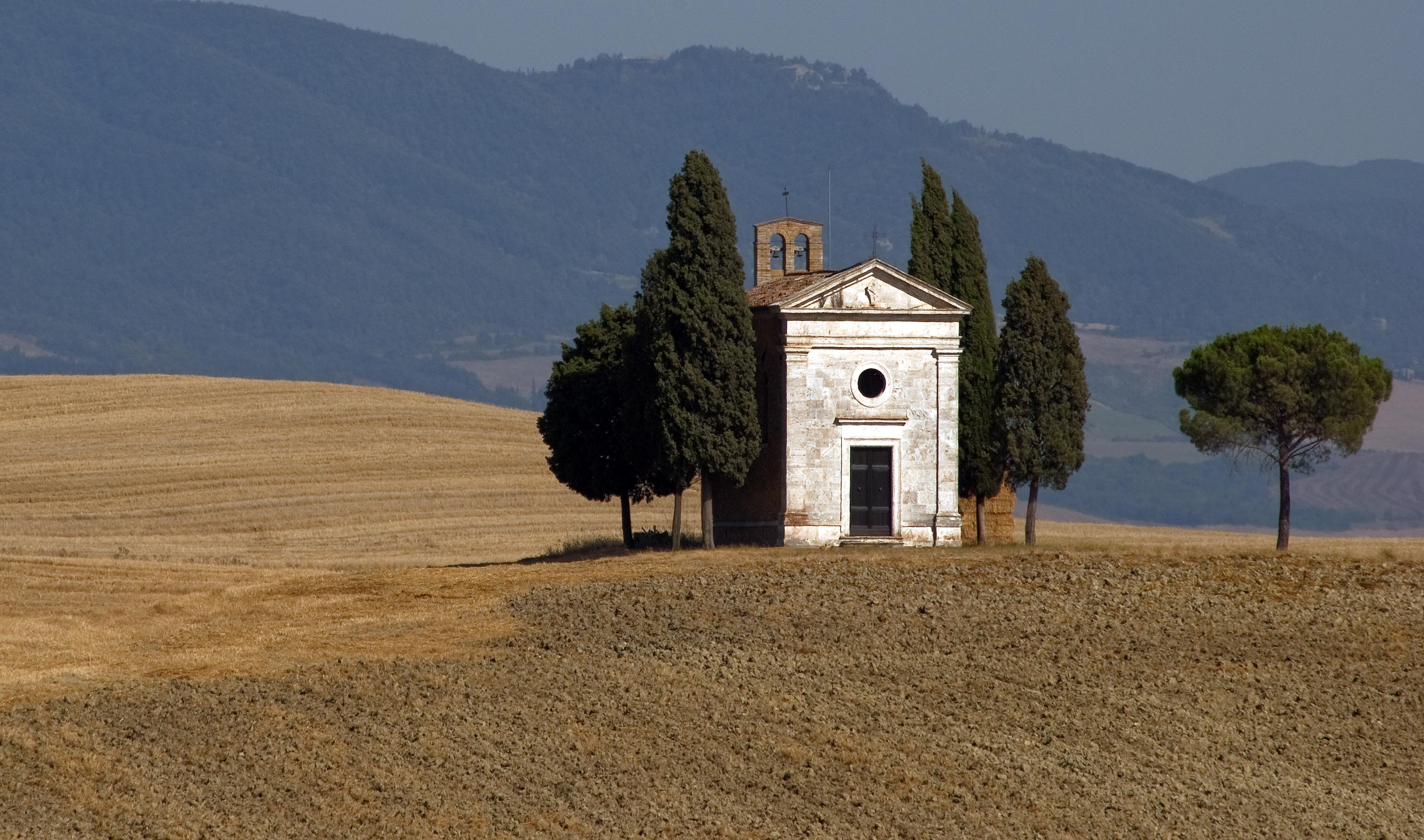
Cappella della Madonna de Vitaleta, près de San Quirico
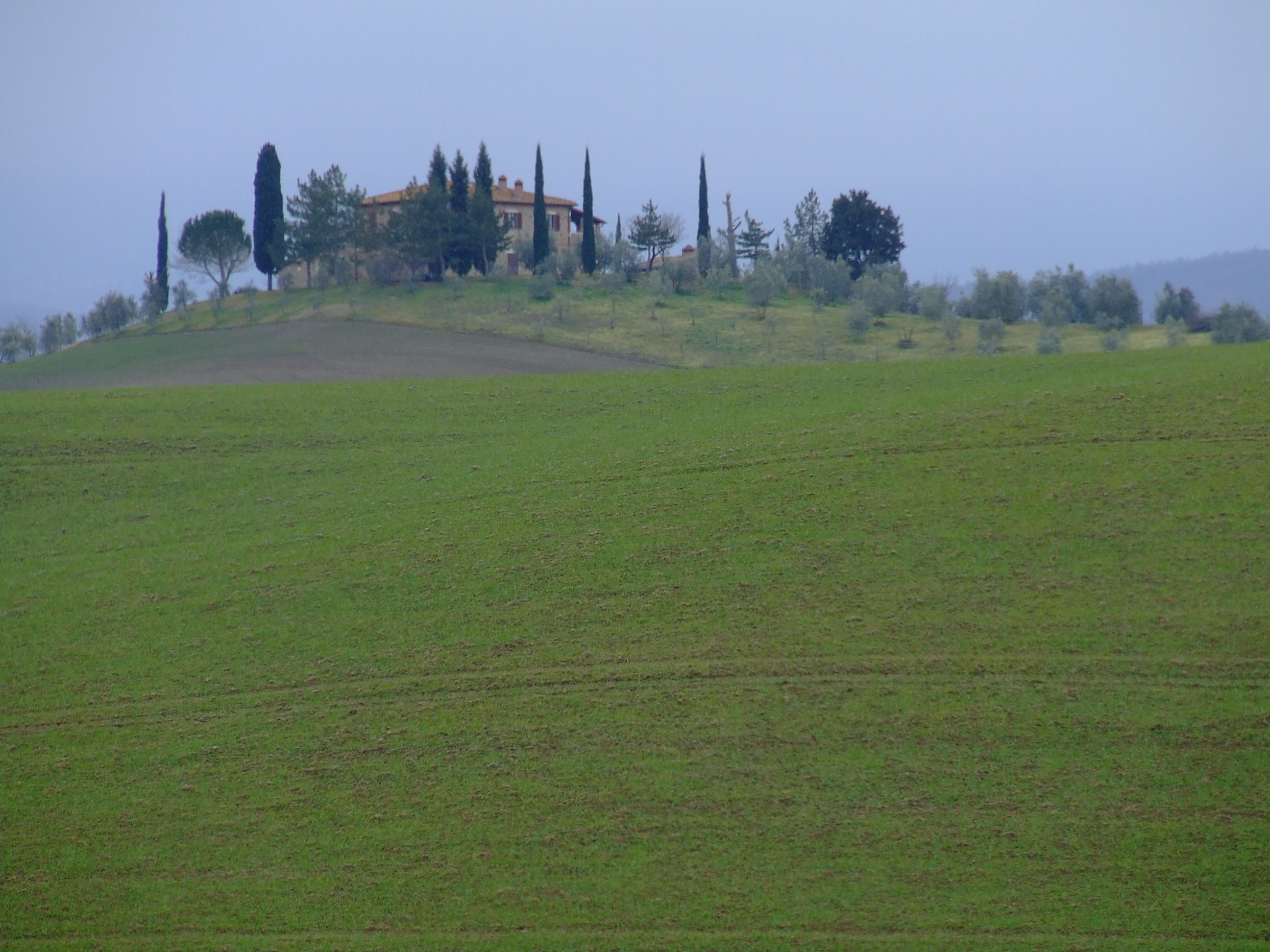
Ferme et cyprès
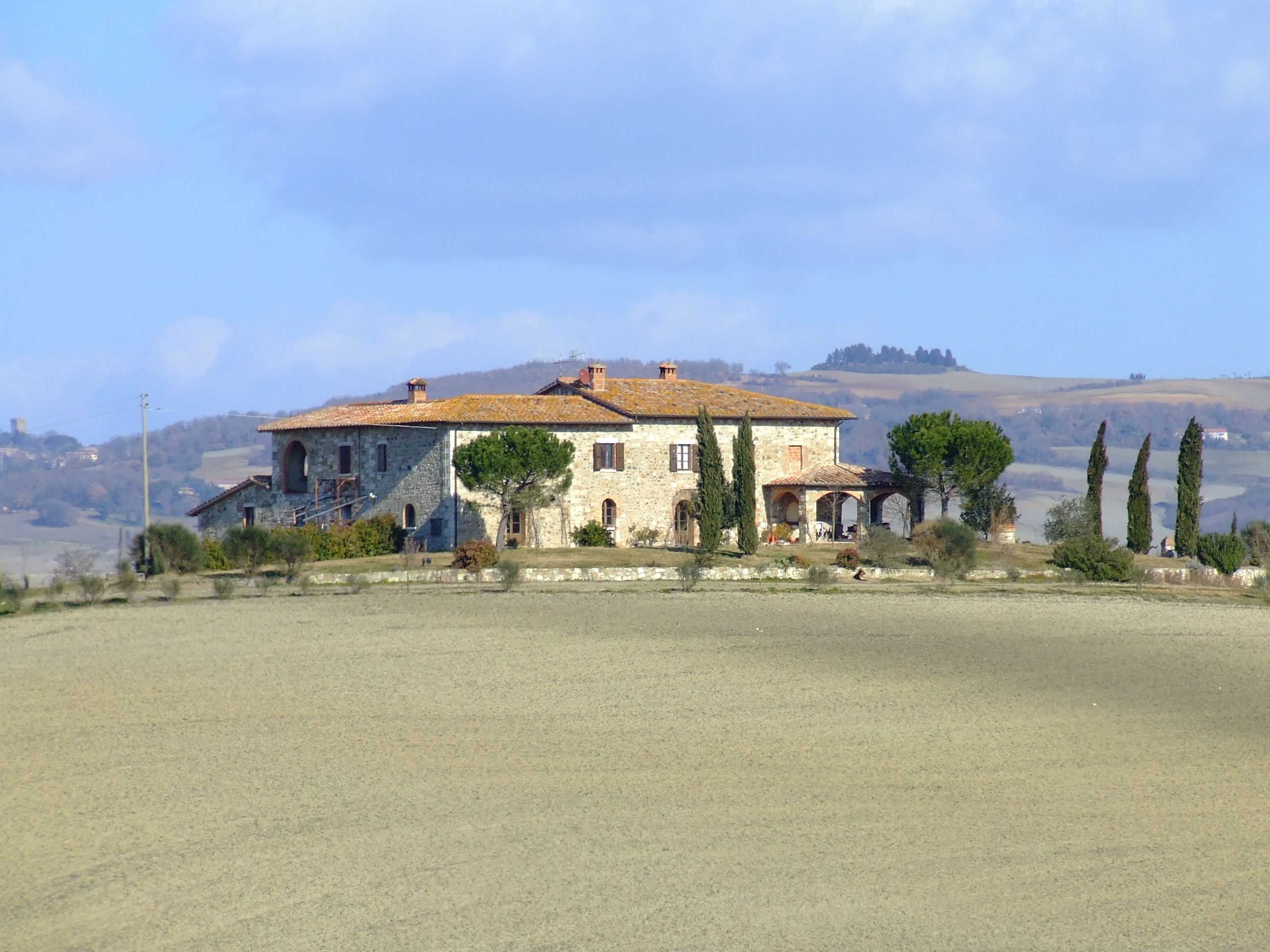
Casa colonica
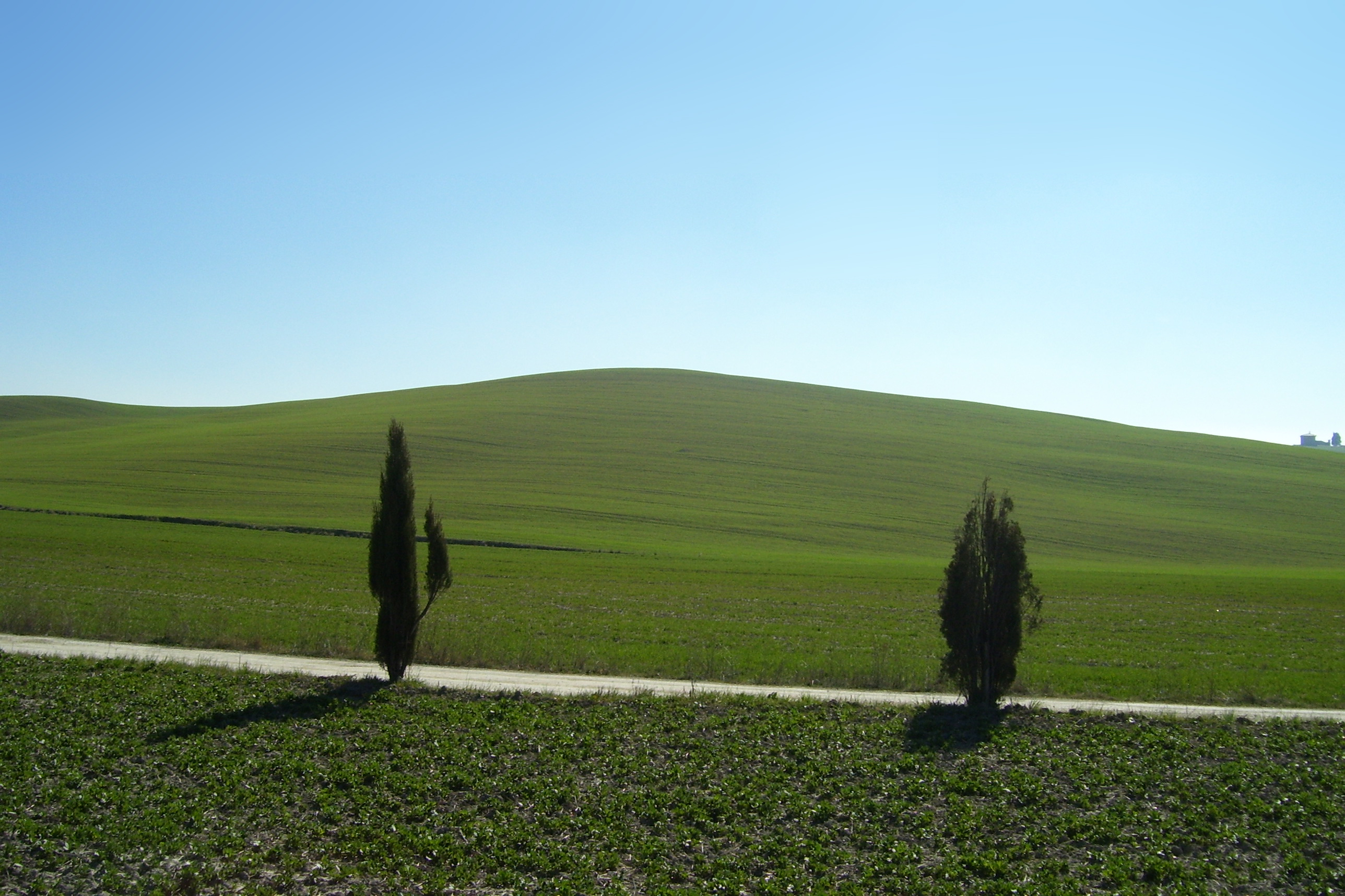
Paysage rural typique
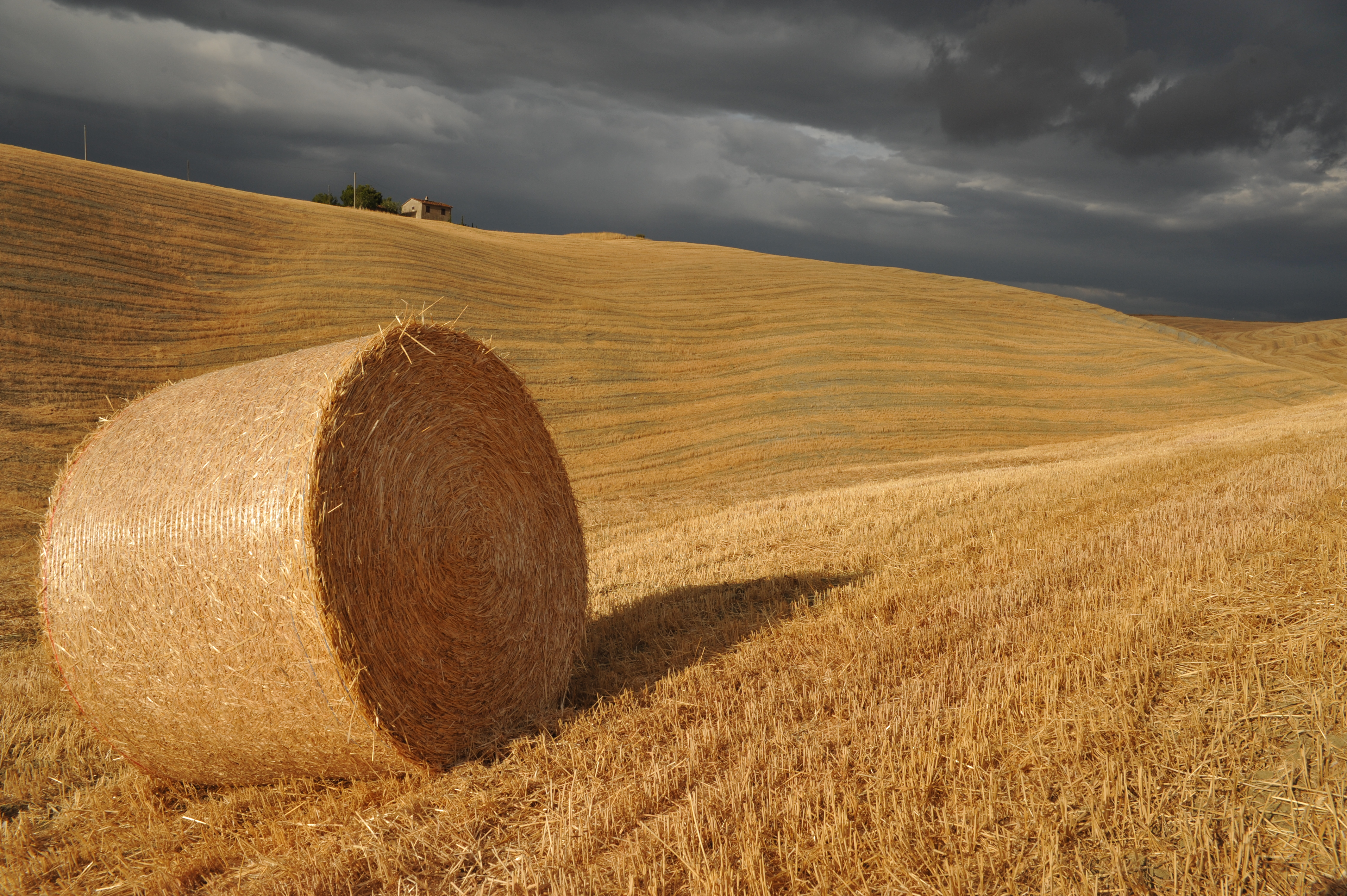
Botte de paille dans le val d'Orcia. Juillet 2012.